# 反射望远镜座

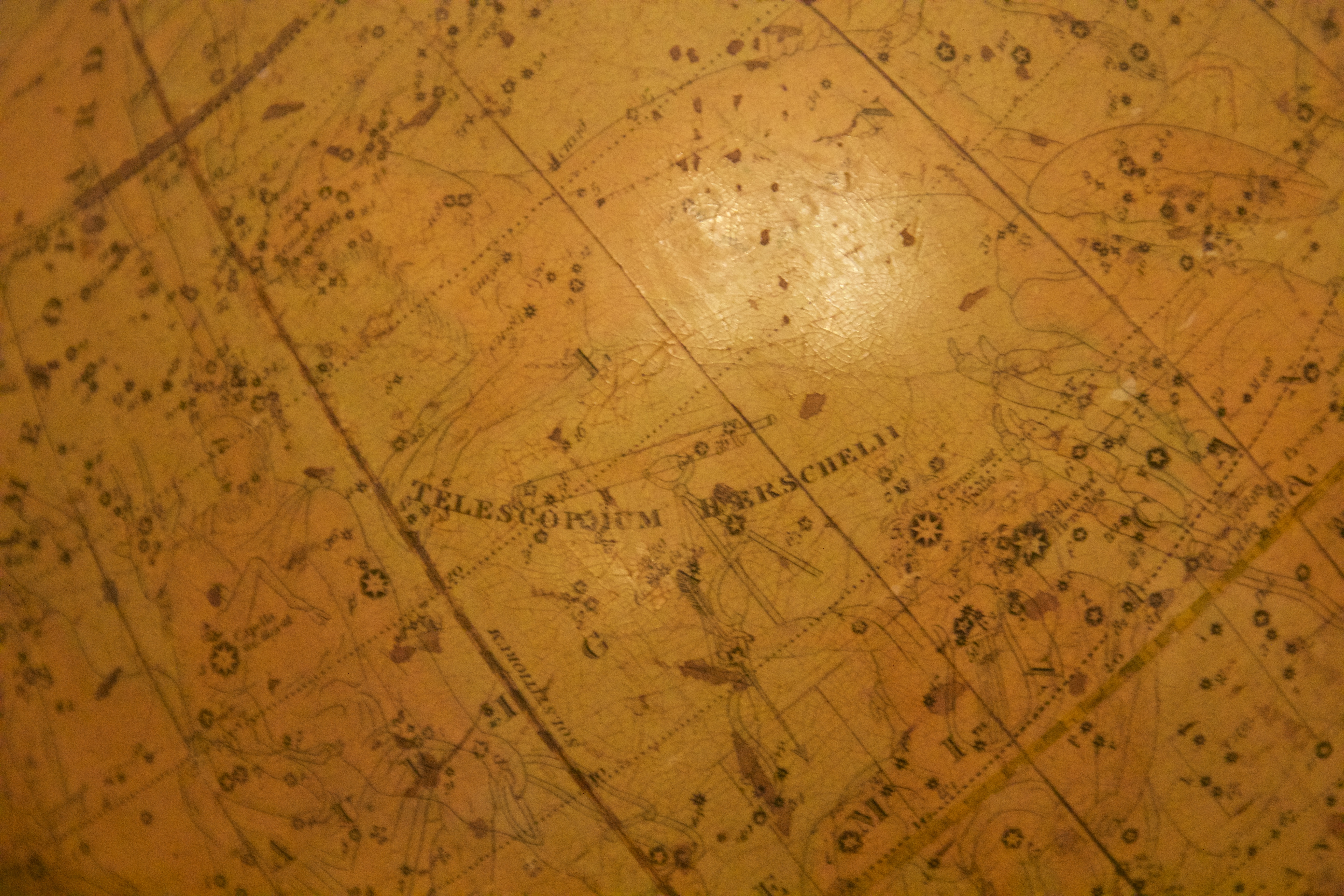
赫歇爾天文博物館收藏的天球儀顯示的反射望遠镜座

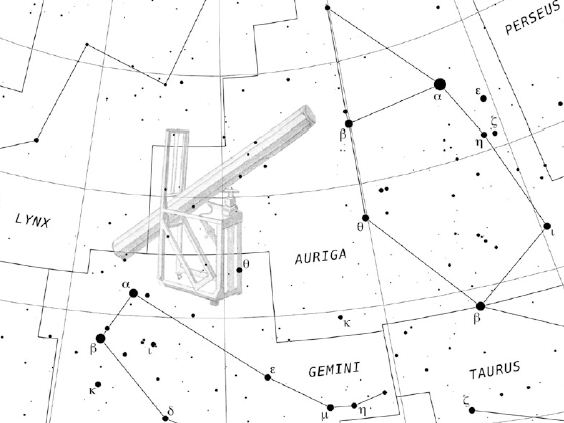
反射望遠镜座

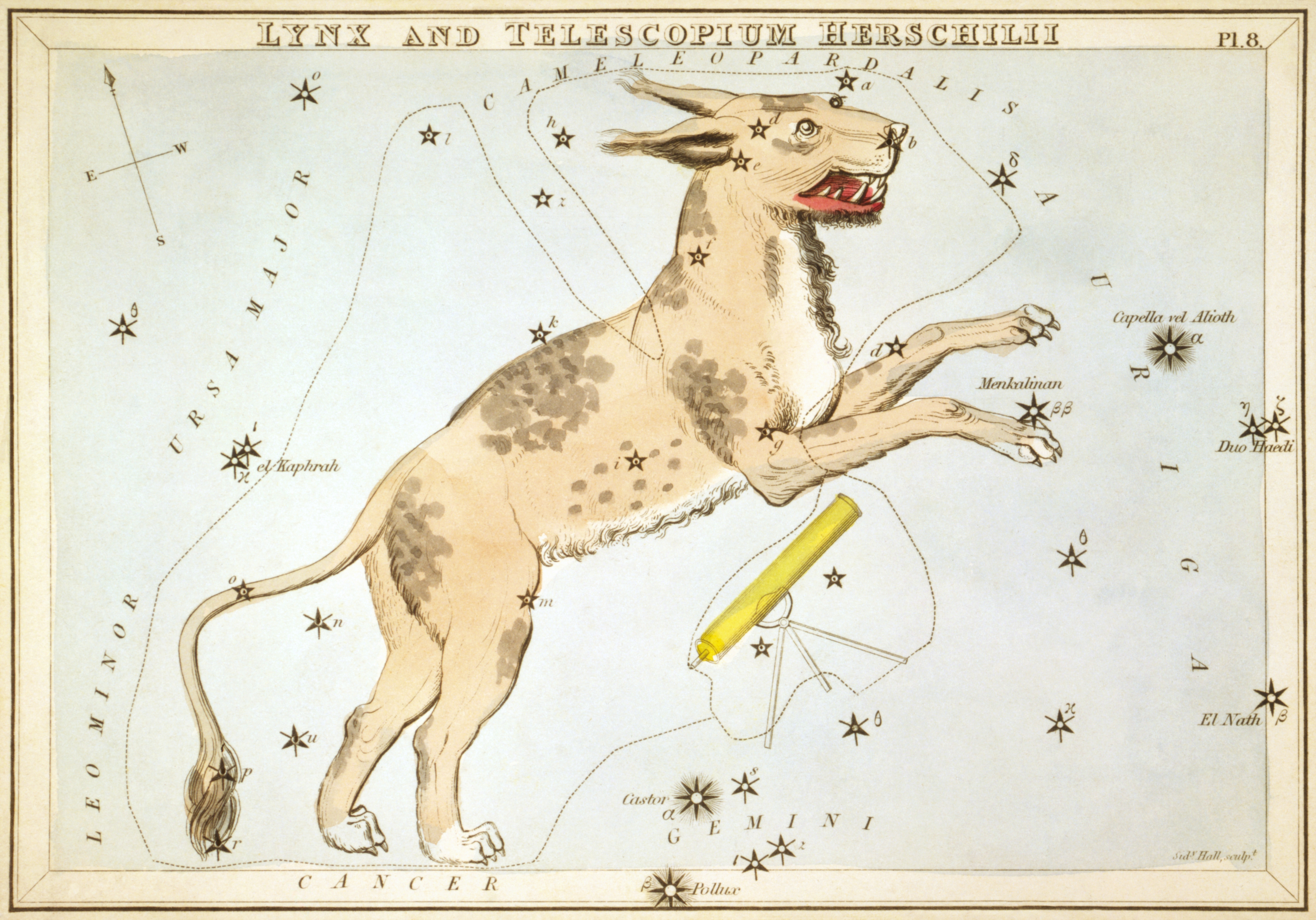
烏拉尼亞之鏡繪圖中的反射望遠镜座，旁邊是天貓座

反射望远镜座（拉丁语：Telescopium Herschelii，赫歇尔的望远镜），是一个已经被废除的星座，由匈牙利天文学家马克西米利安·赫尔神父创建，以纪念利用反射望远镜发现天王星的英国天文学家威廉·赫歇尔。
反射望远镜座位于御夫座靠近双子座和天猫座的天区，现在已经不再使用。

## 歷史
反射望遠鏡座是馬克西米利安·赫爾於1789年創建的兩個星座之一，紀念著名的英國天文學家威廉·赫歇爾爵士發現天王星。反射望遠鏡座被赫爾命名為Tubus Hershelli Major，位於御夫座，靠近天貓座和雙子座的邊界，描繪了赫歇爾20英尺長的望遠鏡。反射望遠鏡座的姊妹星座是小反射望遠鏡座，位於獵戶座和金牛座之間。這兩個望遠鏡星座位於金牛座附近，靠近天王星首次被發現的地方。
約翰·波德在1801年《天象星圖》中將反射望遠鏡座重新命名為赫歇爾望遠鏡座，並省略了小反射望遠鏡座。在他的星圖裡，這個星座描繪的是赫歇爾早期的7英尺望遠鏡。反射望遠鏡座被一些天體製圖師忽略，例如1843年的阿格蘭德 (Argelander)、1876年的普羅克特 (Proctor)、1879年的羅瑟 (Rosser) 和1885年的普里查德 (Pritchard)，但確實出現在1890年代的兩部作品中。然而，艾倫在1899年就注意到反射望遠鏡座已經過時了。1930年，當星座的官方邊界被劃定時，反射望遠鏡座的恆星被納入御夫座、雙子座和天貓座

## 組成
座旗五視星等為4.8等，是反射望遠镜座中第二亮的恆星，博德將其指定為“a”。座旗五距離地球420±20光年，是一顆橘巨星，光譜類型為 K3III。視星等為3.6等的五諸侯一更亮。屬於反射望遠镜座的恆星包括座旗三、御夫座ψ5、座旗增三、御夫座ψ8、御夫座ψ9、座旗增六、座旗增七、積水和座旗增八及北河增二。